# Rocky és Bakacsin kalandjai (film)
A Rocky és Bakacsin kalandjai (eredeti címén The Adventures of Rocky & Bullwinkle) a 2000-ben készült, és egyben a Universal Studios által készített filmvígjáték, amely Jay Ward által készített azonos című rajzfilmsorozaton alapul. A film élőszereplői Robert De Niro (Rettegett vezér), Jason Alexander (Borisz Rosszalkov), Rene Russo (Natasa Rosszalkov) és Piper Perabo (Oltári Randy FBI-ügynök).  CGI animációval életre kelt főszereplői June Foray (Rocky) és Keith Scott (Bakacsin). Amerikában 2000. június 30-án mutatták be a mozikban.
Ez a harmadik játékfilm Jay Ward rajzfilm-adaptációi közül Az őserdő hőse (1997) és a Derék Dudley (1999) után.
Az alkotók kasszasikert reméltek a filmtől, ám a reményeik nem váltak valóra. A bevételek alig több mint 35 millió dollárt tettek ki, míg a készítés költségei meghaladták a 76 millió dollárt. A kritikusok tetszését sem nyerte el. A filmadaptáció több esetben is jelentősen eltér az eredeti rajzfilmsorozattól.

## Rövid tartalom
Akárcsak egy korábbi filmsikerben (Roger nyúl a pácban), ezúttal is hús-vér szereplőkkel gyűlik meg a rajzfilmfigurák baja! Rocky, a repülő mókus és barátja, a nem túl éles elméjű, de annál nagyobb szívű rénszarvas, Bakacsin az ötvenes-hatvanas évek meghatározó amerikai rajzfilmhősei voltak, mígnem 1964-ben véget ért karrierjük. Most, az ezredfordulón újra szükség van rájuk, mivel rajzfilmbeli ellenségeik, a Rettenetes Vezér (Robert De Niro), Borisz (Jason Alexander) és Natasa (Rene Russo) igyekeznek uralmuk alá hajtani Amerikát.

## Szereplők
| Szereplő                   | Színész / Eredeti hang      | Magyar hang        |
| -------------------------- | --------------------------- | ------------------ |
| Rocky                      | June Foray                  | Harsányi Bence     |
| Bakacsin / Narrátor        | Keith Scott                 | Csuja Imre         |
| Oltári Randy FBI-ügynök    | Piper Perabo                | Major Melinda      |
| Rettegett vezér            | Robert De Niro Keith Scott  | Reviczky Gábor     |
| Natasa Rosszalkov          | Rene Russo June Foray       | Kovács Nóra        |
| Borisz Rosszalkov          | Jason Alexander Keith Scott | Kocsis György      |
| Körmön Fontos FBI-ügynök   | Randy Quaid                 | Kőszegi Ákos       |
| Minnie Mogul               | Janeane Garofalo            | Csondor Kata       |
| Főbb Mufti                 | Carl Reiner                 | ?                  |
| Helikopterpilóta           | Jonathan Winters            | Bolla Róbert       |
| Ohio-i rendőr szarvval     | Jonathan Winters            | Bolla Róbert       |
| Jeb                        | Jonathan Winters            | Bolla Róbert       |
| Oklahomai rendőr           | John Goodman                | ifj. Jászai László |
| Lewis                      | Kenan Thompson              | Seszták Szabolcs   |
| Martin                     | Kel Mitchell                | Moser Károly       |
| Lemond elnök               | James Rebhorn               | ?                  |
| Measures                   | David Alan Grier            | ?                  |
| Wossamotta egyetem dékánja | Norman Lloyd                | Izsóf Vilmos       |
| Schoentell                 | Jon Polito                  | Csuha Lajos        |
| Ole                        | Rod Biermann                | Zámbori Soma       |
| Matracárus                 | Billy Crystal               | ?                  |
| Cameo bírónő               | Whoopi Goldberg             | Martin Márta       |
| Narrátor anyja             | June Foray                  | Bakó Márta         |
| Menyét                     | Susan Berman                | Bodrogi Attila     |